# Ukendt Kunstner
Ukendt Kunstner è un duo musicale danese formatosi nel 2012. È costituito dai rapper Hans Philip e Jens Ole Wowk McCoy.

## Storia del gruppo
Gli Ukendt Kunstner si sono fatti conoscere col primo album in studio Neonlys (2013), certificato triplo platino dalla IFPI Danmark e candidato per un Danish Music Award. A seguito del successo riscosso dal secondo LP Forbandede Ungdom (2014), quintuplo platino, si sono portati a casa il Danish Music Award al gruppo danese dell'anno.
Hanno vinto un secondo Danish Music Award per il terzo LP Den anden side (2016), anch'esso triplo platino. Dansktop (2023), certificato platino, è stato il loro primo disco a guidare la graduatoria dischi danese.

## Formazione
- Hans Philip – voce
- Jens Ole Wowk McCoy – voce

## Discografia

### Album in studio
- 2013 – Neonlys
- 2014 – Forbandede Ungdom
- 2016 – Den anden side
- 2023 – Dansktop

### Singoli
- 2012 – Det dejligt (feat. En her og en der)
- 2014 – Alting/Ingenting